# 一関運動公園陸上競技場
一関運動公園陸上競技場（いちのせきうんどうこうえん りくじょうきょうぎじょう）は、岩手県一関市の一関運動公園内にある陸上競技場。一関市が運営管理している。

## 沿革
- 1987年（昭和62年） - 各種スポーツ施設を有する運動公園を整備。
- 1996年（平成8年）
  - 陸上競技場を落成[1]。県内初の室内練習場を併設したり、当時としては先進的な1000分の1秒まで測定可能な写真判定装置を導入した[2]。
  - 6月 - オープン[2]。
- 2015年（平成27年）7月 - トラックの老朽化に伴い、日本陸上競技連盟第2種公認のブルートラックへの改修工事を開始[3]。
- 2016年（平成28年）3月 - 改修工事が完了[4]。ブルートラックは東北地方の陸上競技場では3例目で、北海道・東北地方の日本陸上競技連盟第2種公認施設としては初導入[3]。そのほか、レーン幅を1.25mから1.22mに変更したり、フィールド北側には砲丸投げの投てきエリアを新設した[5]。

## 施設概要
- 日本陸上競技連盟第2種公認
- トラック：全天候400 m×8レーン[6]
- 室内練習場：全天候65 m×4レーン
- 収容人員：5,316人（メインスタンド1,216人、芝生スタンド4,100人）
- 天然芝フィールド：70 m×130 m
- 面積：25,580 m2
- 照明設備：無し

## アクセス

### 鉄道
- 一ノ関駅（東北新幹線・東北本線・大船渡線）から徒歩で30分

### バス
- 「願成寺前」バス停（岩手県交通・一関市営バス）から徒歩で約12分

## 周辺
- 一関運動公園
  - 一関運動公園野球場
  - 一関運動公園ソフトボール場
  - 一関運動公園多目的広場
  - 一関運動公園テニスコート ほか
- 祥雲寺
- 願成寺